# 華沙公共圖書館—馬佐夫舍省中央圖書館
華沙公共圖書館—馬佐夫舍省中央圖書館（波蘭語：Biblioteka Publiczna m.st. Warszawy – Biblioteka Główna Województwa Mazowieckiego）是波蘭首都華沙一間公共圖書館，現為華沙以及馬佐夫舍省的主要公共圖書館。該圖書館俗稱科西科瓦圖書館（波蘭語：Biblioteka na Koszykowej），因其所在的科西科瓦街而得名。

## 歷史
該圖書館由公共圖書館協會於1907年創立。1945年1月（二戰期間），原有的圖書館被撤退的納粹德國士兵縱火焚燒，導致30萬冊圖書被毀，另外10萬冊圖書被劫。圖書館於戰後重建，並在1950年代和1960年代進一步擴建，在毗鄰的建築物中增設了閱覽室。2015年，圖書館進行了重大翻修。

## 外部連結
- 官方网站